# 长史
長史是中國歷史上職官名，其執掌事務不一，相當於现在的秘書長一職，但多為幕僚性質。也稱作別駕。

## 沿革
- 戰國末年秦已置，李斯至秦，曾任此官，職責不詳。
- 漢代，當時丞相和將軍幕府皆設有長史官，相當於現在的祕書長或幕僚長，將軍下的長史亦可領軍作戰，稱作將兵長史（班超即將兵長史），除此之外，邊地的郡亦設長史，為太守的佐官。西域長史後代都護成為護理西域之長。
- 魏晉與兩漢略同。
- 南北朝時帶將軍號開府的刺史，屬官也有長史，且多兼任首郡（即刺史駐地）太守。王府也有長史，諸王幼年出就藩國，州府之事即由長史代行。
- 隋以後，三師、三公無幕僚，三省長官的屬員亦無長史。
- 唐代親王府、都護府、都督府、將帥（諸衛與出征將帥，不包括節度使）、州府（限於上、中州）設長史。品級高下視所屬機構而異，從三品至七品不等。州刺史下亦設立長史官，名為刺史佐官，卻無實職。亦稱為別駕；但大都督府的長史則地位較高，甚至會充任節度使。
- 宋州府無長史，僅親王府、都督府有此官。
- 明清時代的長史設於親王、公主等府中，執管府中之政令。